# Vicente García de Mateos
Pour les articles homonymes, voir Vicente García, García et Mateos.
Vicente García de Mateos Rubio (né le 19 septembre 1988 à Manzanares) est un coureur cycliste espagnol. Son frère aîné Raúl est également coureur cycliste.

## Biographie
Lors du Tour du Portugal 2014, Vicente García de Mateos est exclu de la course à la suite d'une bagarre survenue à l'arrivée de la sixième étape avec Asbjørn Kragh Andersen,.
En 2018, il rejoint l'équipe continentale portugaise Aviludo-Louletano-Uli. En juillet, l'Agence espagnole pour la protection de la santé dans le sport le suspend provisoirement en raison d'irrégularités dans son passeport biologique. Mais la Cour d'arbitrage espagnole annule cette suspension lui permet de courir. En août, il s'illustre en remportant trois étapes du Tour du Portugal et en se classant troisième du général, ce qui entraîne une controverse auprès des suiveurs.
En aout 2020, il se classe septième du championnat d'Espagne du contre-la-montre.

## Palmarès  sur route

### Par années
- 2006
  - 2e du championnat d'Espagne du contre-la-montre juniors
- 2007
  - 3e étape du Tour de Valladolid
- 2010
  - Circuito Guadiana
  - 3e étape du Tour de Tolède
  - 3e du Tour de Cantabrie
  - 3e de la Cinturó de l'Empordà
- 2011
  - Circuito Guadiana
  - 3e du Trofeo Corte Inglés
- 2012
  - Clásica Ciudad de Torredonjimeno
  - 2e du Trofeo Olías Industrial
- 2013
  - Subida al Desierto de las Palmas
  - Trofeo Olías Industrial
  - Aiztondo Klasica
  - Vuelta a los Pinares
  - 2e et 3e étapes du Tour des comarques de Lugo
  - Gran Premio Tetuán
  - Trofeo Ferias y Fiestas de Arévalo
  - Clásica Santa Ana
  - GP Ministry of Economy Commerce and Industry
  - 2e du Gran Premio Primavera de Ontur
  - 2e du Tour des comarques de Lugo
  - 3e du championnat d'Espagne sur route amateurs
  - 3e du championnat d'Espagne du contre-la-montre amateurs
- 2014
  - 1re étape du Prémio Albergaria (contre-la-montre)
  - 2e du Mémorial Bruno Neves
  - 2e de la Coupe du Portugal
  - 3e du Circuit de Curia
  - 3e du Circuit de Malveira
- 2015
  - 2e étape du Grand Prix Abimota
  - 1re étape du Tour du Portugal
  - Circuit de Nafarros
  - 3e du Prémio Albergaria
  - 3e du Grand Prix Anicolor
  - 3e de la Coupe du Portugal
- 2016
  - 5e étape du Tour du Portugal
  - 3e du Grand Prix Liberty Seguros
- 2017
  - Clássica Aldeias do Xisto
  - Grand Prix Abimota :
    - Classement général
    - 1re étape

  - 8e étape du Tour du Portugal
  - 2e du Tour du Portugal
  - 3e du Trofeo Serra de Tramontana
- 2018
  - 2e, 8e et 10e étapes du Tour du Portugal
  - 2e du Tour du Portugal
- 2019
  - 3ea étape du Grand Prix Jornal de Notícias
  - 2e du Tour de Cova da Beira
  - 3e de la Volta a Albergaria
- 2020
  - 3e du championnat d'Espagne sur route
- 2021
  - 5e étape du Grande Prémio Jornal de Notícias

### Classements mondiaux
| Année           | 2010 | 2011  | 2012 | 2013 | 2014 | 2015 | 2016 | 2017 |
| --------------- | ---- | ----- | ---- | ---- | ---- | ---- | ---- | ---- |
| UCI Asia Tour   |      |       |      | 153e | 427e |      |      |      |
| UCI Europe Tour | 556e | 1277e |      |      | 426e | 264e | 308e | 106e |

## Palmarès sur piste

### Championnats du monde
- Londres 2016
  - 13e de la poursuite par équipes
  - 16e de la poursuite individuelle
- Hong Kong 2017
  - 13e de la poursuite par équipes[14]
  - 22e de la poursuite individuelle[15]
- Apeldoorn 2018
  - 16e de la poursuite par équipes[16]

### Championnats nationaux
- 2015
  - 3e du championnat d'Espagne de poursuite
- 2016
  - 3e du championnat d'Espagne du scratch
  - 3e du championnat d'Espagne de poursuite
- 2017
  - 3e du championnat d'Espagne de l'américaine